# Falling Free
Falling Free is een sciencefictionverhaal van Lois McMaster Bujold. Het werd voor het eerst gepubliceerd, in vier delen, in Analog van december 1987 tot februari 1988 en vervolgens, in boekvorm, door Baen Books in april 1988 (Jim Baen had de rechten van het boek gekocht nog voor het geschreven werd). Het won de Nebula Award voor "Best Novel" in 1988.
Het verhaal speelt zich af in de ruimte en heeft als thema enerzijds de gewetenloosheid van bedrijven die leven bij de bottom line en anderzijds de drang naar zelfbeschikking van personen.  Het heeft een losse koppeling met de Vorkosigan Saga; het speelt zich af in hetzelfde universum en is opgenomen in de omnibus Miles, Mutants and Microbes (2007).

## Plot
Falling Free gaat over zogenaamde "Quaddies", genetische gemodifceerde mensen die vier armen hebben. Het tweede, zwaardere paar zit op de plek waar andere mensen hun benen hebben. Ze zijn gecreëerd als arbeidskrachten voor omgevingen zonder zwaartekracht: ze hebben geen last van de degeneratie waar normale mensen last van krijgen als ze langer in een omgeving zonder zwaartekracht verblijven. Wel zijn ze min of meer hulpeloos in omgevingen waar wel zwaartekracht heerst.
Het boek begint als de oudste Quaddies bijna klaar zijn om als arbeidskracht te worden ingezet. De hoofdpersoon Leo Graf (een mens met twee benen) komt om hen te leren lassen, maar ontdekt dat de Quaddies bijlange na niet klaar zijn om als volwaardige burgers op te treden. Wanneer een nieuwe techniek kunstmatige zwaartekracht mogelijk maakt worden de Quaddies overbodig. Ze dreigen een gênant probleem te worden voor de bedrijfsleiding, die op zoek gaat naar de meest kosteneffectieve oplossing om van hen af te komen.
Leo Graf en Silver, een vrouwelijke Quaddie, gaan op zoek naar een oplossing, waarbij het eerste obstakel is om de Quaddies duidelijk te maken dat ze hun lot in eigen handen moeten nemen. Gelukkig hebben de Quaddies aan handen geen gebrek, en met een gemeenschappelijke inspanning ontsnappen ze, op zoek naar een sterrenstelsel heel ver weg waar ze nooit meer een mens hoeven tegenkomen.

## Ontvangst

### Prijzen
Falling Free won de Nebula Award voor Best Novel in 1988. Het werd genomineerd voor de Hugo Award voor Best Novel, eindigde op de negende plaats voor de Locus Award voor beste Sciencefiction roman, en was genomineerd voor de Prometheus Award, allemaal in 1989. Het boek won de Hall of Fame Prometheus Award in 2014.
De Reader's Chair onverkorte luisterboekversie won de Publishers Weekly "Listen Up Awards" in 1997 en de AudioFile "Earphones Award" in 1996.

### Vertalingen
Falling Free is vertaald in:
- Spaans (1990) En caida libre, ISBN 84-406-1204-4, vertaling door Claudia Martinez.
- Italiaans (1990), Gravita' Zero, vertaling door Maria Cristina Pietri.
- Japans (1991), Jiyuu kido, ISBN 4-488-69802-6, vertaling door Ayako Ogiso.
- Duits (1995), Die Quaddies von Cay Habitat, ISBN 3-453-07965-5 vertaling door Michael Morgental.
- Russisch (1995), V svobodnom padenii, ISBN 5-88196-769-0 vertaling door A Kirichenko.
- Pools (1995), Stan niewolnosci, in 6 delen in het tijdschrift Nowa Fantastyka (sep 95-feb 96). Vertaling door Anna Dorota Kaminska.
- Frans (1997), Operation Cay, ISBN 2-290-04511-X, vertaling door Geneviève Blattmann.
- Tsjechisch (1998), Cestou svobody, ISBN 80-7193-041-5, vertaling door Marta Prochzkov.
- Bulgaars (1999), Bez gravitacia, ISBN 954-657-274-8, vertaling door Kremena Jordanova.